# جاكوب ريد
جاكوب ريد هو سياسي أمريكي، ولد في 1752 في تشارلستون في الولايات المتحدة، وتوفي بنفس المكان في 17 يوليو 1816. نشط حزبياً في الحزب الفيدرالي الأمريكي.

## مناصب
- انتخب عضو مجلس الشيوخ الأمريكي [الإنجليزية]‏ عن دائرة South Carolina Class 3 senate seat ‏ وقد انضم خلال فترته النيابية [الإنجليزية]‏ (4 مارس 1799 – 4 مارس 1801) للكتلة البرلمانية الحزب الفيدرالي الأمريكي.
- انتخب عضو مجلس الشيوخ الأمريكي [الإنجليزية]‏ عن دائرة South Carolina Class 3 senate seat ‏ وقد انضم خلال فترته النيابية [الإنجليزية]‏ (4 مارس 1797 – 4 مارس 1799) للكتلة البرلمانية الحزب الفيدرالي الأمريكي.
- انتخب عضو مجلس الشيوخ الأمريكي [الإنجليزية]‏ عن دائرة South Carolina Class 3 senate seat ‏ وقد انضم خلال فترته النيابية [الإنجليزية]‏ (4 مارس 1795 – 4 مارس 1797) للكتلة البرلمانية الحزب الفيدرالي الأمريكي.
- انتخب عضو مجلس الشيوخ الأمريكي [الإنجليزية]‏.